# جان گرگسون
جان گرگسون (انگلیسی: John Gregson؛ ۱۵ مارس ۱۹۱۹ – ۸ ژانویهٔ ۱۹۷۵) هنرپیشه اهل انگلستان بود.
از فیلم‌ها یا برنامه‌های تلویزیونی که وی در آن نقش داشته‌است می‌توان به جزیره گنج، نبرد رود پلاته، ژنویو، تبهکاران لاوندر هیل، ویسکی به وفور!، شهر ترسناک و اسکات از قطب جنوب اشاره کرد.